# Sibirische Turkvölker
Sibirische Turkvölker ist eine Sammelbezeichnung verschiedener Ethnien.
Im Unterschied zu den sibirischen Tataren in West-Sibirien sind die weiter östlich siedelnden Turkvölker keine Muslime, sondern Christen, Buddhisten und Angehörige anderer Religionen. Schamanische Praktiken waren früher weit verbreitet und werden heute wieder aufgenommen und weiterentwickelt.
Die traditionellen Kulturen und Wirtschaftsweisen der sibirischen Turkvölker schlossen sowohl an die Steppenkulturen Zentralasiens als auch an die der Rentier-Nomaden der Taiga an. Bis auf die Tuwiner und Jakuten leben alle genannten Bevölkerungsgruppen heute als Minderheiten in ihren ursprünglichen Wohngebieten.

## Sibirische Turkvölker (Auswahl)
- Altaier
- Chakassen
- Dolganen
- Jakuten
- Schoren
- Teleuten
- Tuwiner
- Tofalaren
- Tschulymer